# 劉策 (成化進士)
劉策（1440年—？），字尚謨，順天府大興縣人，明朝政治人物。進士出身。

## 生平
廣西鄉試第十六名。成化二年（1466年）丙戌科會試第七十名，殿試登進士第二甲第六十六名。

## 家族
曾祖劉慶。祖父劉端。父亲劉俊。